# Patryk Rachwał
Patryk Rachwał (Zabrze, 1981. január 27. –) lengyel labdarúgó, a GKS Bełchatów középpályása.

## Pályafutása

### Klubcsapatban
1997 és 1999 között a Górnik Zabrze, 1999–00-ben a német Energie Cottbus II, 2000–01-ben a Sachsen Leipzig labdarúgója volt. 2001-ben hazatért Lengyelországba. 2001 és 2004 között a Widzew Łódź, 2004 és 2007 között a Wisła Płock, 2007 és 2010 között a GKS Bełchatów, 2010–11-ben a Polonia Warszawa, 2011 és 2013 között a Zagłębie Lubin, 2013 és 2019 között ismét a Bełchatów játékosa volt.

### A válogatottban
2003 és 2005 között négy alkalommal szerepelt a lengyel válogatottban.

## Sikerei, díjai
Wisła Płock
- Lengyel kupa
  - győztes: 2006